# Chastity Lynn
Chastity Lynn (Seattle, Estado de Washington; 10 de agosto de 1987) es una actriz pornográfica estadounidense.

## Biografía
Inicialmente se conocía como Ashton Butler en seguida gracias a sus películas tomó el nombre artístico de Chastity Lynn. 
En 2006, a los 19 años, comenzó su carrera de actriz porno trabajando para varias agencias como Pure Play Media y Red Light District. Durante su trayectoria profesional ha hecho películas sobre urolagnia, bisexualidad, incesto y sadomasoquismo. También trabajó para las empresas Kink.com y Evil Angel. 

## Premios y nominaciones
- 2011: AVN Award nominadaa - Best All-Girl Three-Way Sex Scene.[4]

## Filmografía
- 2015 : Brazzers Meanest Lesbians
- 2015 : Lesbian Adventures: Strap-On Specialists 09
- 2015 : Lesbian Stepsisters 2
- 2015 : Lola's First Lesbian Anal
- 2014 : Lesbian Sex Society
- 2014 : Lil' Gaping Lesbians 7
- 2014 : Mommy Shows Me What To Do
- 2014 : Pink Velvet
- 2014 : Pretty Sloppy 5
- 2014 : Women Seeking Women 104
- 2013 : Belladonna's Strapped Dykes 2
- 2013 : Cheer Squad Sleepovers 5
- 2013 : Couples Seeking Teens 12
- 2013 : Device Bondage 27384
- 2013 : Her First Lesbian Sex 27
- 2013 : Hot and Mean 9
- 2013 : Inspector Anal
- 2013 : Jessica Drake's Guide to Wicked Sex: Woman to Woman
- 2013 : Lesbian Adventures: Older Women, Younger Girls 3
- 2013 : Lesbian Guidance Counselor 3
- 2013 : Lesbian Obsessions
- 2013 : Lil' Gaping Lesbians 5
- 2013 : Moms Bang Teens 4
- 2013 : Mother Lovers Society 9
- 2013 : My Daughter's Boyfriend 8
- 2013 : Sisters
- 2013 : Teach Me 3
- 2013 : What An Asshole
- 2012 : Girls in White 2012 3 (2012)
- 2012 : Girls Kissing Girls 11
- 2012 : Girls Kissing Girls 10
- 2012 : Buttsluts
- 2012 : Spit
- 2012 : Mean Girls Kick Ass! 3
- 2012 : Belladonna: Fetish Fanatic 10
- Fuck You 2 (2012)
- Evil Anal 15 (2012)
- Mandingo: Massacre 4 (2012)
- Corrupt Schoolgirls (2012) : Cheerleader
- Interracial Lesbian Romance (2012)
- Mandingo: Massacre 3 (2012)
- Lesbian Sex 5 (2012)
- Cream Dreams (2012)
- Anal Students (2012)
- Beach Heat Miami (TV, 2011-2012) : Cassidy Romano / Cassidy Lynn
- Road Queen 21 (2012)
- Legends & Starlets 6 (2011)
- Anal Intensity: POV+ (2011)
- Lesbian Truth or Dare 6 (2011)
- Spandex Loads 2 (2011)
- Deep Anal Abyss 4 (2011)
- Rocky XXX: A Parody Thriller (2011)
- Road Queen 20 (2011)
- Couples Seeking Teens 7 (2011)
- Racially Motivated 3 (2011)
- Mother-Daughter Exchange Club 20 (2011)
- Teen Pink 4 (2011)
- Monster Cock P.O.V. 7 (2011)
- Supergirl XXX (2011)
- Praise the Load 6 (2011)
- Anal Acrobats 6 (2011)
- Friends and Family 2 (2011) : Ally Davis
- Katy Pervy: The XXX Parody (2011) : Ka$$ha
- Teenage Spermaholics 7 (2011)
- It's Okay! She's My Step Daughter 7 (2011)
- Gape Lovers 6 (2011)
- Mother-Daughter Exchange Club 18 (2011)
- Teen Head (2011)
- Cheaters Retreat 2 (2011) : Chastity
- Lesbian Truth or Dare 4 (2011)
- The Babysitter 3 (2011)
- Black Shack 2 (2011)
- Lil' Gaping Lesbians 4 (2011)
- Net Skirts 5.0 (2011)
- Cum in My Gaping Butthole 3 (2011)
- Throat Fucks 3 (2011)
- Mommy & Me 2 (2011)
- My Daughter's Boyfriend 3 (2010)
- Lesbian Adventures: Strap-On Specialists 2 (2010)
- Tough Love 20 (2010)
- Mother-Daughter Exchange Club 17 (2010)
- Cheaters Retreat 1 (2010) : Chastity
- Mother-Daughter Exchange Club 16 (2010)
- Lesbian PsychoDramas 4 (2010)
- The A-Team XXX: A Parody (2010) : L'infirmière
- Fuck Machines 8 (2010)
- Deep Anal Abyss 3 (2010)
- Mother-Daughter Exchange Club 15 (TV, 2010) : La danseuse
- Road Queen 18 (2010)
- Road Queen 17 (2010)
- Road Queen 16 (2010)
- Gag Factor 32 (2010)
- The Violation of Amy Brooke (2010)
- Lesbian House Hunters 1 (2010)
- Barely Legal Babysitters 2 (2010)
- Mother-Daughter Exchange Club 12 (2010)
- Black Teen Punishment 2 (2010)
- Sloppy Head 3 (2010)
- This Isn't Fast Times at Ridgemont High: The XXX Parody (2010)
- BJ's in PJ's (2010)
- Anal Acrobats 5 (2010)
- Bree's Beach Party 3 (2010)
- Mandingo Teen Domination 2 (2010)
- Hit Me with Your Best Squirt 2 (2010)
- Cum Spewing Holes (2010)
- Me & My Girlfriends (2010)
- Rocco: Puppet Master 8 (2010)
- The Kissing Game 5 (2009)
- She Is Half My Age 12 (2009)
- Flight Attendants (2009)
- Lesbian Legal 3 (2009)
- 8 Simple Rules for Banging my Teenage Daughter 3 (2009)
- She Is Half My Age 7 (2009)
- Masturbation Nation 6 (2009)
- So You Wanna Be a Porn Star 2 (2009)
- Manaconda 6 (2009)
- Screw My Girlfriend, While I Watch (2009)
- Ass Eaters Unanimous 19 (2009)
- My Dirty Angels 15 (2008)
- Geek Girl Sex (2008)
- Schoolgirl P.O.V. 4 (2008)
- Wasted Youth 7 (2008)
- POV Cock Suckers 8 (2008)